# USAC-Saison 1969
Die USAC-Saison 1969 war die 48. Meisterschaftssaison im US-amerikanischen Formelsport.

## Bericht
Die Saison begann am 30. März in Phoenix und endete am 7. Dezember in Riverside, insgesamt wurden 24 Rennen ausgetragen.
Das Jahr 1969 war für Mario Andretti ein außerordentlich erfolgreiches. Er gewann neun Meisterschaftsläufe und sicherte sich zum dritten Mal den Titel. Außerdem war er siegreich beim Indianapolis 500, sein einziger Sieg bei diesem Rennen in seiner Karriere. Weiters gewann Andretti sein Heimrennen auf dem Nazareth Speedway. Der Formel-1-Weltmeister von 1978 entschied die Meisterschaft deutlich für sich mit 5055 Punkten gegenüber Al Unser mit 2630 Punkten.
Insgesamt haben 72 Fahrer in der Saison 1969 Meisterschaftspunkte ergattert.

## Rennergebnisse
| Nr. | Datum         | Veranstaltung (Rennstrecke)                                          | Meilen  | Sieger                | Sieger                | Siegerteam           |
| --- | ------------- | -------------------------------------------------------------------- | ------- | --------------------- | --------------------- | -------------------- |
| 1   | 30. März      | Jimmy Bryan 150 (Phoenix International Raceway) (O)                  | 150     | George Follmer        | George Follmer        | Cheetah-Chevrolet    |
| 2   | 13. April     | California 200 (Hanford Motor Speedway) (O)                          | 201     | Mario Andretti        | Mario Andretti        | Brawner Hawk-Ford    |
| 3   | 30. Mai       | International 500 Mile Sweepstakes (Indianapolis Motor Speedway) (O) | 500     | Mario Andretti        | Mario Andretti        | Brawner Hawk-Ford    |
| 4   | 08. Juni      | Rex Mays Classicy (The Milwaukee Mile) (O)                           | 150     | Greg Weld Art Pollard | Greg Weld Art Pollard | Gerhardt-Offenhauser |
| 5   | 15. Juni      | Langhorne 150 (Langhorne Speedway) (O)                               | 150     | Bobby Unser           | Bobby Unser           | Eagle-Offenhauser    |
| 6   | 29. Juni      | Pikes Peak Auto Hill Climb (BR)                                      | 12,42   | Mario Andretti        | Mario Andretti        | Chevrolet            |
| 7   | 06. Juli      | Rocky Mountain 150 (Continental Divide Raceway) (P)                  | 151,62  | Gordon Johncock       | Gordon Johncock       | Eagle-Ford           |
| 8   | 12. Juli      | Nazareth (Nazareth Speedway) (UO)                                    | 100,125 | Mario Andretti        | Mario Andretti        | Kuzma-Offenhauser    |
| 9   | 19. Juli      | Trenton 200 (Trenton International Speedway) (O)                     | 201     | Mario Andretti        | Mario Andretti        | Brawner Hawk-Ford    |
| 10  | 27. Juli      | Indy 200 (Indianapolis Raceway Park) (P)                             | 100     | Lauf 1                | Dan Gurney            | Eagle-Weslake        |
| 11  | 27. Juli      | Indy 200 (Indianapolis Raceway Park) (P)                             | 100     | Lauf 2                | Peter Revson          | Brabham-Repco        |
| 12  | 17. August    | Tony Bettenhausen 200 (The Milwaukee Mile) (O)                       | 200     | Al Unser              | Al Unser              | Lola-Ford            |
| 13  | 18. August    | Tony Bettenhausen 100 (Illinois State Fairgrounds) (UO)              | 100     | Mario Andretti        | Mario Andretti        | Kuzma-Offenhauser    |
| 14  | 24. August    | Delaware 200 (Dover International Speedway) (O)                      | 200     | Art Pollard           | Art Pollard           | Gerhardt-Plymouth    |
| 15  | 01. September | Ted Horn Memorial (DuQuoin State Fairgrounds) (UO)                   | 100     | Al Unser              | Al Unser              | King-Ford            |
| 16  | 06. September | Hoosier Hundred (Indiana State Fairgrounds) (UO)                     | 100     | A.J. Foyt             | A.J. Foyt             | Mesowski-Ford        |
| 17  | 14. September | Brainerd (Brainerd International Raceway) (P)                        | 96.322  | Lauf 1                | Gordon Johncock       | Eagle-Ford           |
| 18  | 14. September | Brainerd (Brainerd International Raceway) (P)                        | 96.322  | Lauf 2                | Dan Gurney            | Eagle-Weslake        |
| 19  | 12. September | Trenton 300 (Trenton International Speedway) (O)                     | 300     | Mario Andretti        | Mario Andretti        | Brawner Hawk-Ford    |
| 20  | 28. September | Golden State 100 (California State Fairgrounds) (UO)                 | 100     | Al Unser              | Al Unser              | King-Ford            |
| 21  | 19. Oktober   | Dan Gurney 200 (Seattle International Raceway) (P)                   | 99      | Lauf 1                | Mario Andretti        | Brawner Hawk-Ford    |
| 22  | 19. Oktober   | Dan Gurney 200 (Seattle International Raceway) (P)                   | 99      | Lauf 2                | Al Unser              | Lola-Ford            |
| 23  | 15. November  | Bobby Ball 200 (Phoenix International Raceway) (O)                   | 200     | Al Unser              | Al Unser              | Lola-Ford            |
| 24  | 07. Dezember  | Rex Mays 300 (Riverside International Raceway) (P)                   | 312     | Mario Andretti        | Mario Andretti        | Brawner Hawk-Ford    |

- Erklärung: O: Oval, UO: unbefestigtes Oval, BR: Bergrennen, P: permanente Rennstrecke

## Fahrer-Meisterschaft (Top 10)
| 1. | Mario Andretti  | 5055 |
| 2. | Al Unser        | 2630 |
| 3. | Bobby Unser     | 2585 |
| 4. | Dan Gurney      | 2280 |
| 5. | Gordon Johncock | 2070 |

| 6.  | Wally Dallenbach sr. | 1795 |
| 7.  | A.J. Foyt            | 1570 |
| 8.  | Bill Vukovich II     | 1280 |
| 9.  | Mike Mosley          | 1220 |
| 10. | Lloyd Ruby           | 1190 |